# Daniel Schade
Daniel Schade (* 1601 oder 4. November 1610 in Kirchhain (Niederlausitz); † 1662 oder 1670 in Liebstedt bei Eckartsberga, auch Schadeus, Schad oder Schadaeo) war ein deutscher Pfarrer.
Seit 1640 war er Pfarrer in Schkauditz bei Zeitz und ging 1644 nach Loitzschütz. 1670 starb er.

## Werke
- Der Jugend und Einfältigen Christen Geistlich-Singendes Wolleben In 71. Catechismus-Jubeln angerichtet. Leipzig: Kirchner, 1659
- Catechismus Jubel Uber das Ander Haupt-Stück des heiligen Catechismi. Leipzig: Bauer, 1659
- Fest- und Hauß-Jubel/ Das ist Christliche LobeGesänge. 1659